# Mehdi Ben Barka

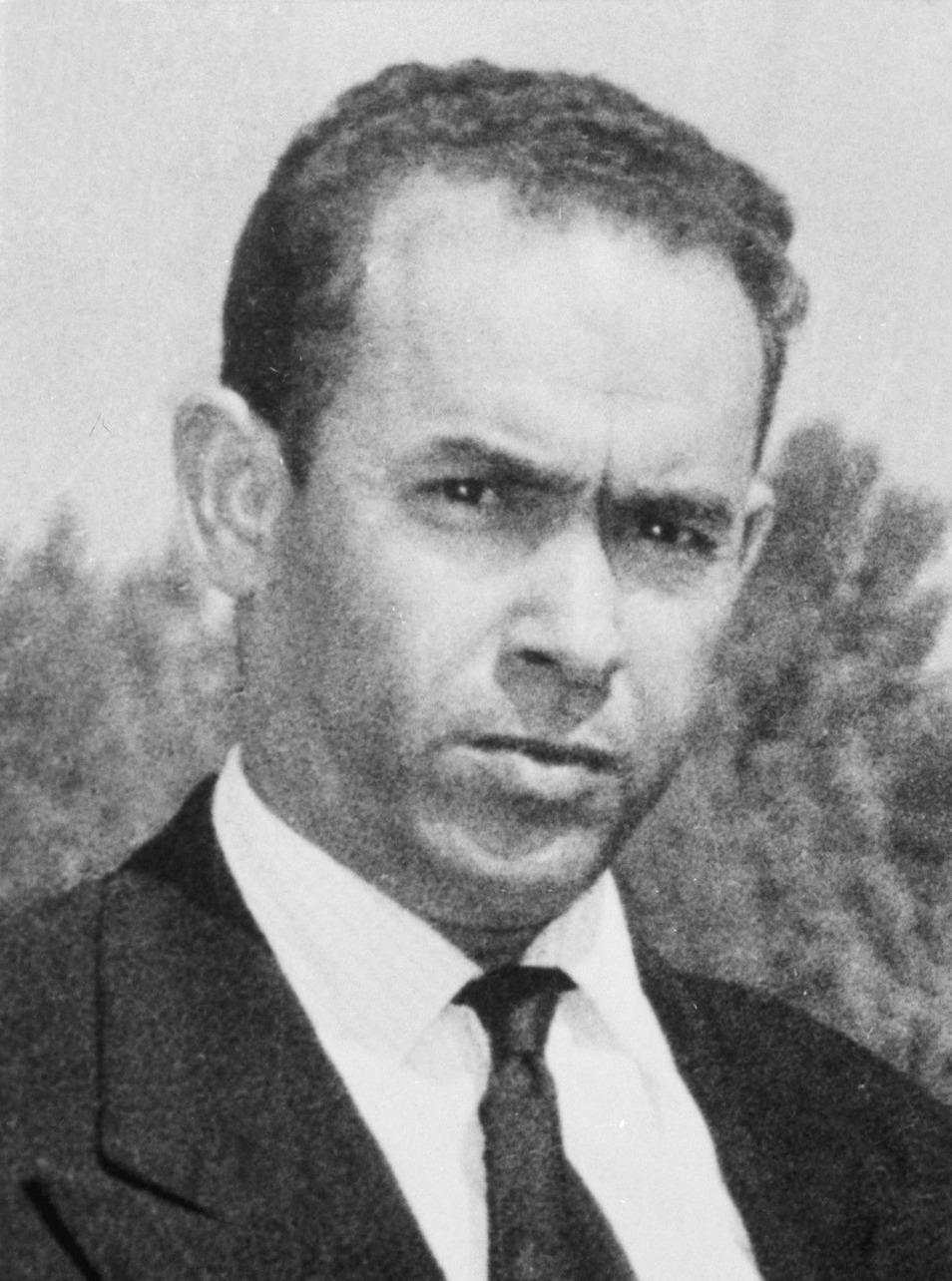
Mehdi Ben Barka

Mehdi Ben Barka (arabiska المهدي بن بركة), född 1920 i Rabat, försvunnen 29 oktober 1965 i Paris, var en marockansk politiker och ledare för det socialistiska oppositionspartiet UNFP (Union Nationale des Forces Populaires), och även en känd antikolonial politiker i tredje världen. Han levde i exil i Frankrike under 1960-talet, dödsdömd för förräderi i sin frånvaro sedan han kritiserat kung Hassan II och dennes kortvariga invasion av Algeriet 1963.
Ben Barka försvann spårlöst i Paris 1965, och har aldrig setts till sedan dess. De flesta bedömare menar att han kidnappades av marockansk och fransk säkerhetstjänst, möjligen med stöd av andra grupper också, och sedan mördades, varefter hans kropp antingen förstördes eller fördes tillbaka i stycken till Marocko.
Hans död är något av ett nationellt trauma i Marocko, där frågan är politiskt mycket känslig. Franska domstolar har på begäran från Ben Barkas familj under 2000-talet åter tagit upp fallet, och begärt flera höga marockanska officerare utlämnade som misstänkta, vilket Marocko vägrar.